# 34366 Розавестал
34366 Розавестал (34366 Rosavestal) — астероїд головного поясу, відкритий 4 вересня 2000 року.
Тіссеранів параметр щодо Юпітера — 3,343.
Названий на честь Рози Вестал - матері першовідкривача, яка з дитинства заохочувала його до астрономії.